# 夕陽天使
《夕阳天使》（英語：So Close）是一部2002年上映的香港电影，由元奎执导，舒淇、赵薇、莫文蔚主演，其他主要演员包括宋承宪、温兆伦、石修、卫志豪、仓田保昭等等。

## 劇情
琳和她的妹妹蘇是電腦駭客、刺客和間諜專家，她們利用已故父親的秘密衛星技術，獲得對競爭對手和執法人員的優勢。電影一開始，她們滲透一座高度安全的建築，暗殺中國一家頂尖公司的主席周磊。
在成功完成任務後，一位名叫江日紅的警察督察被派來調查此案，她成功追踪到刺客。與此同時，周磊的弟弟周能聘請琳和蘇殺死自己的哥哥，以便他能成為董事長，現在他想要殺死刺客以保持沉默。警察和暴徒追捕琳和蘇的過程變得更加複雜。
蘇一直擔任助手的角色，透過電腦幫助解除安全系統，並指導周邊地區的導航，而年長、經驗更豐富的琳則負責所有實地工作。蘇嫉妒琳，認為琳不讓她更積極地參與是因為她的能力較弱，但實際上琳是在保護她的妹妹免受危險。當琳愛上她朋友的表親阿言並想放棄工作嫁給阿言時，她們的關係變得緊張。蘇打算繼續當一名職業殺手，以證明她和姐姐一樣出色。
江日紅在一家面包店追踪到蘇，蘇正在買生日蛋糕，這導致了一場緊張的汽車追逐。蘇意識到自己被警察包圍，便打電話給家裡的琳求救。同時，周能的刺客闖入房子，殺死琳並把江日紅嫁禍。蘇從警察手中逃脫，從家中的監控視頻找出姐姐的真正殺手。她救出江日紅，提議幫助她洗清罪名，但江日紅必須協助她為姐姐復仇。別無選擇，江日紅同意與蘇合作，追捕並殺死周能及其手下。在策劃反擊過程中，蘇和江日紅建立了深厚的感情。
蘇和江日紅成功地打敗了周能。她們都認為，如果不是因為職業性質的不同，她們可能已經成為最好的朋友。說完這些，她們各自分道揚鑣。
蘇拜訪了琳的墳墓，感謝她姐姐所做的一切，她現在可以照顧好自己。她向琳保證，她會把整件事告訴阿言，因為她知道阿言是“琳最愛的人”。電影以一個場景結束，阿言仍在他們曾經承諾見面的餐廳等待琳。

## 角色
| 演員                | 角色               |
| 舒淇 黃美棋（童年） | 陳愛琳 Lynn        |
| 趙薇                | 陳愛群 Sue         |
| 莫文蔚              | 江日紅             |
| 宋承憲              | 天恩               |
| 衛志豪              | 馬小馬             |
| 倉田保昭            |                    |
| 溫兆倫              | 周能               |
| 石修                | 周磊               |
| 林其欣              | Alice              |
| 林國斌              | Ben                |
| 何超儀              | 清                 |
| 鄺文珣              | 葉薇 May           |
| 林尚武              | 黎繼祖             |
| 方平 (演員)         | 陳愛群、陳愛琳之父 |
| 鮑起靜              | 陳愛群、陳愛琳之母 |
| 劉以達              | 鬼王               |
| 金興賢              | 警司               |
| 古巨基              | 電梯乘客           |
| 袁富華              |                    |
| 江富強              |                    |

## 外部連結
- 互联网电影数据库（IMDb）上《夕陽天使》的资料（英文）
- AllMovie上《夕陽天使》的资料（英文）
- 爛番茄上《夕陽天使》的資料（英文）
- 互联网电影数据库（IMDb）上《夕陽天使》的资料（英文）
- 香港影庫上《夕陽天使》的資料（繁體中文）
- 開眼電影網上《夕陽天使》的資料（繁體中文）
- 豆瓣电影上《夕陽天使》的資料 （简体中文）